# Värmlands läns västra valkrets
Värmlands läns västra valkrets var i riksdagsvalen till andra kammaren 1911–1920 en egen valkrets. Antalet mandat var fyra i valen 1911–1917 och tre i valet 1920. Valkretsen avskaffades inför valet 1921 då hela länet bildade Värmlands läns valkrets.

## Riksdagsmän

### 1912–vårsessionen 1914
- Per Anderson, lmb (1912)
  - Rosarus Andersson, lmb (1913–1914)
- Johan Igel, lib s
- Albert Mossberg, lib s
- Gustaf Sandin, lib s (1912)
  - Julius Söderbom, lib s (1913–1914)

### Höstsessionen 1914
- Rosarus Andersson, lmb
- Johan Igel, lib s
- Albert Mossberg, lib s
- Gustaf Flognfält, s

### 1915–1917
- Rosarus Andersson, lmb
- Johan Igel, lib s
- Albert Mossberg, lib s
- Gustaf Flognfält, s

### 1918–1920
- Nils Svensson, lmb
- Johan Igel, lib s
- Albert Mossberg, lib s
- Gustaf Flognfält, s

### 1921
- Nils Svensson, lmb
- Johan Igel, lib s
- Gustaf Flognfält, s